# جف فلوت
جف فلوت (به انگلیسی: Jeff Float) (زادهٔ ۱۰ آوریل ۱۹۶۰) شناگر اهل ایالات متحده آمریکا است.